# Noorwegen op het Eurovisiesongfestival 1985
Noorwegen nam deel aan het Eurovisiesongfestival 1985 in Göteborg (Zweden). Het was de 25ste keer dat Noorwegen deelnam aan het Eurovisiesongfestival. NRK was verantwoordelijk voor de Noorse bijdrage voor de editie van 1985.

## Selectie procedure
Melodi Grand Prix 1985 was de televisieshow waarin de Noorse kandidaat werd gekozen voor het Eurovisiesongfestival 1985.
De MGP werd georganiseerd in de studio's van de NRK, te Oslo. Tien liedjes deden mee in deze finale. De winnaar werd verkozen door 5 regionale jury's en een expertjury.
| Volgorde | Artiest                     | Lied                        | Punten | Plaats |
| -------- | --------------------------- | --------------------------- | ------ | ------ |
| 1        | Pastel                      | "Ring ring ring"            | 66     | 3      |
| 2        | Bjørn Eidsvåg               | "Gammel drøm"               | 44     | 7      |
| 3        | Zaz                         | "Oh-là-là"                  | 27     | 9      |
| 4        | Kai Eide                    | "Love, amour og kjærlighet" | 22     | 10     |
| 5        | Rolf Graf                   | "II & II"                   | 50     | 5      |
| 6        | Anita Skorgan               | "Karma"                     | 74     | 2      |
| 7        | Bobbysocks!                 | "La det swinge"             | 80     | 1      |
| 8        | Mia Gundersen & Olav Stedje | "Nattergal"                 | 56     | 4      |
| 9        | Hilde Heltberg              | "Livet har en sjanse"       | 49     | 6      |
| 10       | Silje Nergård               | "Si det, si det"            | 36     | 8      |

## In Göteborg
In Zweden moest Noorwegen optreden als dertiende, net na Italië en voor Verenigd Koninkrijk. Na de stemming bleek dat Noorwegen gewonnen had met 123 punten. 
Men ontving 8 keer het maximum van de punten.
België had het maximum van 12 punten over voor de Noorse inzending.

### Gekregen punten

#### Finale
| 12 punten                                                                                        | 10 punten | 8 punten | 7 punten    | 6 punten               |
| ------------------------------------------------------------------------------------------------ | --------- | -------- | ----------- | ---------------------- |
| - België - Denemarken - Duitsland - Ierland - Israël - Oostenrijk - Verenigd Koninkrijk - Zweden |           |          | - Luxemburg | - Italië - Zwitserland |
| 5 punten                                                                                         | 4 punten  | 3 punten | 2 punten    | 1 punt                 |
|                                                                                                  | - Finland |          | - Frankrijk | - Griekenland - Spanje |

### Punten gegeven door Noorwegen

#### Finale
Punten gegeven in de finale:
| 12 punten | Zweden              |
| 10 punten | Israël              |
| 8 punten  | Duitsland           |
| 7 punten  | Verenigd Koninkrijk |
| 6 punten  | Denemarken          |
| 5 punten  | Zwitserland         |
| 4 punten  | Luxemburg           |
| 3 punten  | Ierland             |
| 2 punten  | Oostenrijk          |
| 1 punt    | Turkije             |

1960 · 1961 · 1962 · 1963 · 1964 · 1965 · 1966 · 1967 · 1968 · 1969 · 1970 · 1971 · 1972 · 1973 · 1974 · 1975 · 1976 · 1977 · 1978 · 1979 · 1980 · 1981 · 1982 · 1983 · 1984 · 1985 · 1986 · 1987 · 1988 · 1989 · 1990 · 1991 · 1992 · 1993 · 1994 · 1995 · 1996 · 1997 · 1998 · 1999 · 2000 · 2001 · 2002 · 2003 · 2004 · 2005 · 2006 · 2007 · 2008 · 2009 · 2010 · 2011 · 2012 · 2013 · 2014 · 2015 · 2016 · 2017 · 2018 · 2019 · 2020 · 2021 · 2022 · 2023 · 2024 · 2025